# Bozókszabadi
Bozókszabadi (1899-ig Bozók-Lehota, szlovákul: Bzovská Lehôtka) község Szlovákiában, a Besztercebányai kerületben, a Zólyomi járásban.

## Fekvése
Zólyomtól 20 km-re délre fekszik.

## Története
A falut a 13. század végén vagy a 14. század elején a bozóki premontrei apátság pásztorai alapították. 1524-ben „Lehotka” néven említik először írásos dokumentumban. Kezdetben 1786-ig Hont vármegyéhez tartozott. Lakói főként pásztorkodással foglalkoztak. 1786-ban Hont vármegyétől Zólyom vármegyébe csatolták.
A 18. század végén Vályi András így ír róla: „LEHOTA. Bozók Lehota. Tót falu Zólyom Várm. földes Ura Tudományi Kintstár, lakosai katolikusok, fekszik Szászhoz közel, és annak filiája, a’ Bozóki Uradalomhoz tartózandó, határbéli földgye meg lehetős termésű.”
1828-ban 48 házában 417 lakosa volt.
Fényes Elek 1851-ben kiadott geográfiai szótárában így ír a városról: „Bozok-Lehotka, tót f., Zólyom vmegyében, 427 kath. lak. A bozoki uradalomhoz tartozik.”
1903-ban egy tűzvészben 40 háza égett le. A trianoni diktátumig Zólyom vármegye Zólyomi járásához tartozott.
1971 és 1980 között lakossága jelentősen csökkent.

## Népessége
| Év:            | 1994. | 2004.    | 2014.    | 2024.   |
| -------------- | ----- | -------- | -------- | ------- |
| Emberek száma: | 128   | 115      | 136      | 139     |
| Eltérés:       |       | -10,15 % | +18,26 % | +2,20 % |

| Év:            | 2023. | 2024.   |
| -------------- | ----- | ------- |
| Emberek száma: | 130   | 139     |
| Eltérés:       |       | +6,92 % |

1910-ben 257, túlnyomórészt szlovák anyanyelvű lakosa volt.
2001-ben 115 szlovák lakosa volt.
2011-ben 134 lakosából 130 szlovák.

## Nevezetességei
- Római katolikus temploma 1862-ben épült a Hétfájdalmú Szűzanya tiszteletére. 2001-ben tetőzetét és falfestményeit megújították.